# Маккол
Маккол (на английски: McCall) е град в окръг Вали, щата Айдахо, САЩ. Маккол е с население от 2084 жители (2000) и обща площ от 17,2 km². Намира се на 1528 m надморска височина. ЗИП кодът му е 83635, 83638, а телефонният му код е 208.